# Notiothops llolleo
Notiothops llolleo là một loài nhện trong họ Palpimanidae. Loài này được phát hiện ở Chile.